# Hans Haacke
Hans Haacke (*n. 1936 în Köln) este un reprezentant al artei conceptuale. El a produs senzație mai întâi de toate prin aspectele politice ale lucrărilor sale.
Haacke a studiat între anii 1956 și 1960 la Staatliche Werkakademie din Kassel. Între anii 1961 și 1962 a primit o bursă „Fulbright” la Tyler School of Fine Art în cadrul Universității din Philadelphia.